# Carnival Paradise
Die Carnival Paradise ist ein 1998 als Paradise in Dienst gestelltes Kreuzfahrtschiff der US-amerikanischen Reederei Carnival Cruise Line. Sie ist das achte und letzte Schiff der 1990 eingeführten Fantasy-Klasse.

## Geschichte

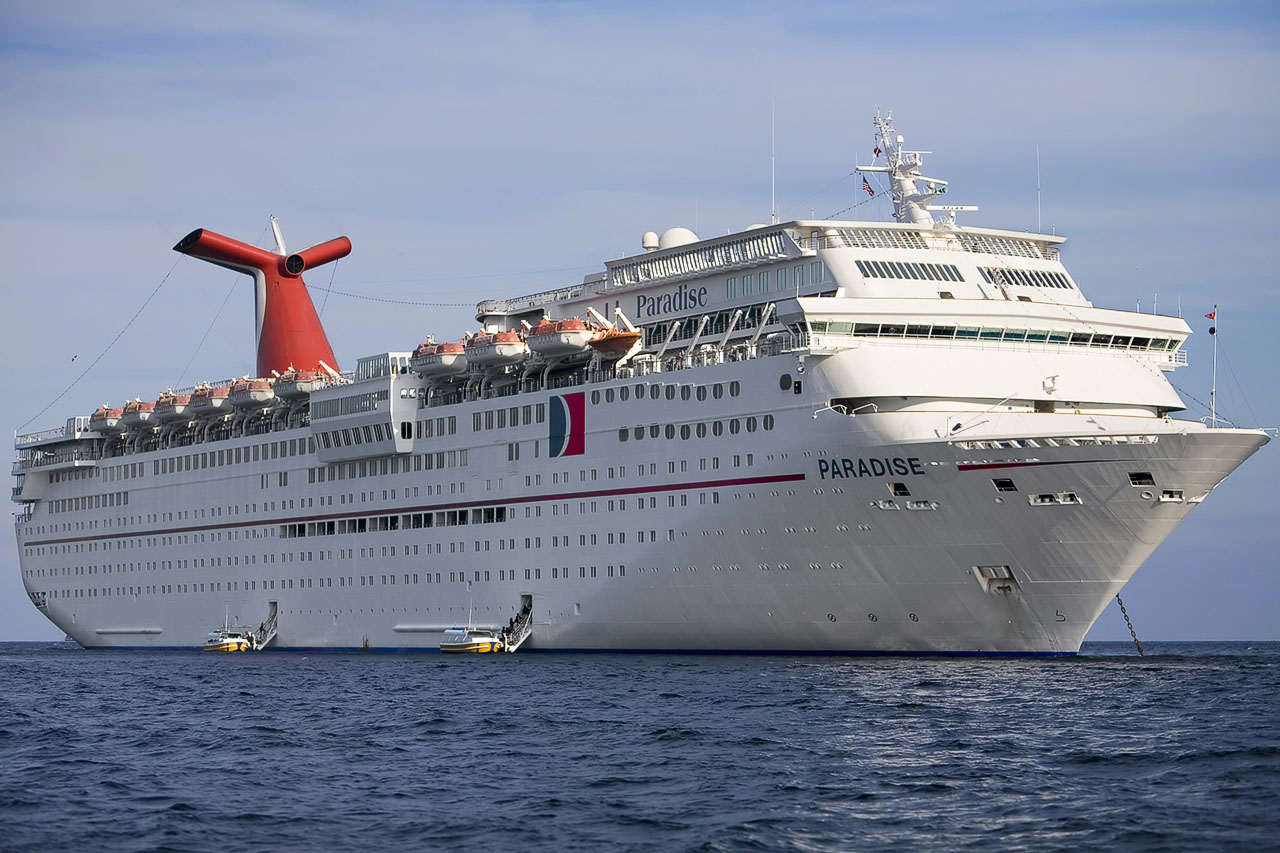
Als Paradise im November 2006

Die Paradise entstand unter der Baunummer 494 bei Kværner Masa Yards in Helsinki und lief am 29. Januar 1998 vom Stapel. Nach Probefahrten im August 1998 wurde das Schiff am 29. Oktober 1998 an die Carnival Cruise Lines abgeliefert und am 6. Dezember für Kreuzfahrten ab Miami in Dienst gestellt.
In den ersten Dienstjahren herrschte an Bord der Paradise ein strenges Rauchverbot. Passagiere die gegen dieses verstießen wurden zu Geldstrafen verurteilt und mussten ihre Kreuzfahrt beenden. Im Dezember 2003 lockerte Carnival diese Regelung wieder.
Ab September 2004 wurde die Paradise von Long Beach aus für Kreuzfahrten nach Mexiko genutzt. Im November 2007 erhielt das Schiff wie alle älteren Einheiten in der Flotte das Präfix Carnival und wurde so zur Carnival Paradise. 2011 wurde es nach Tampa verlegt.

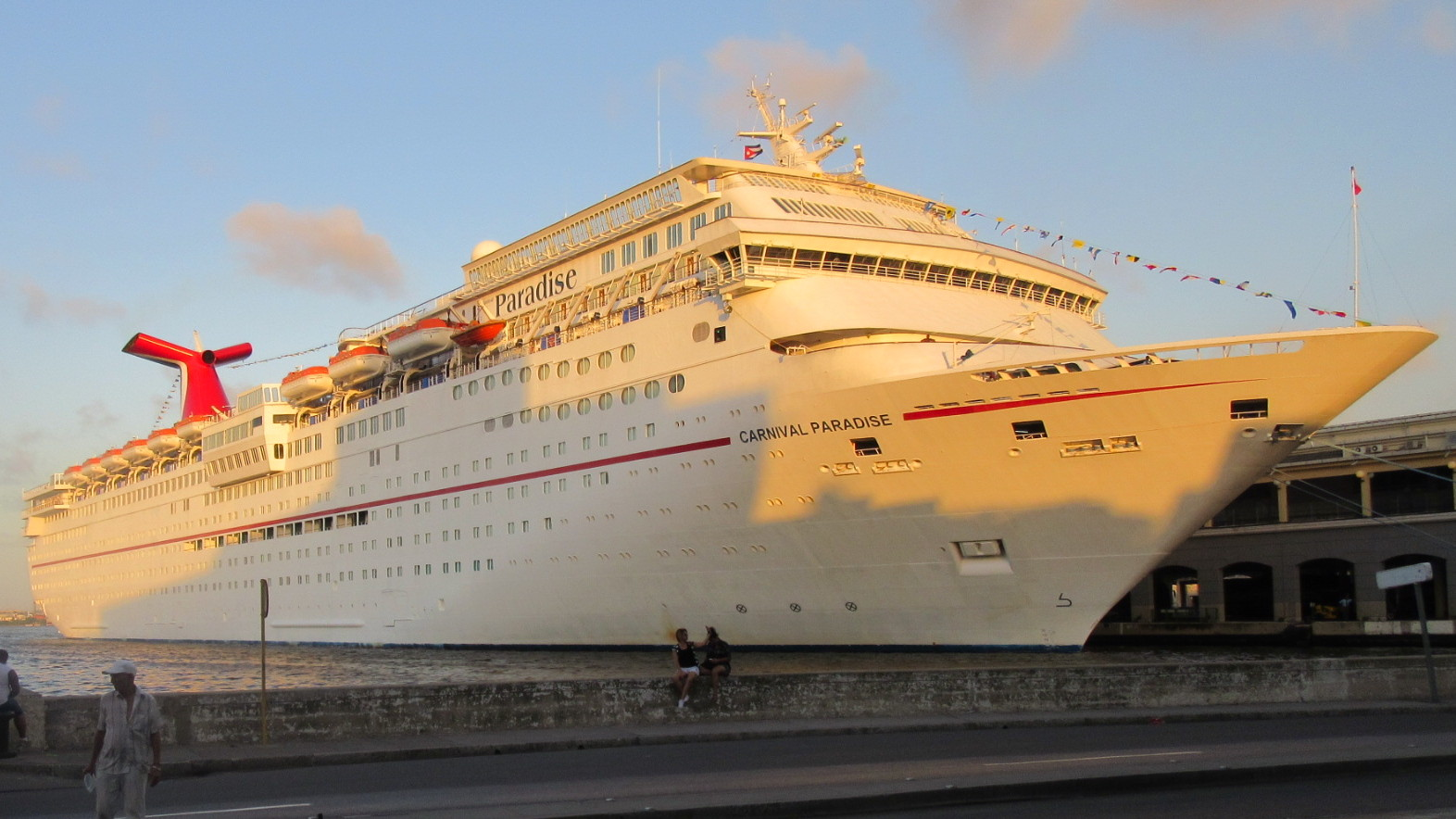
Das Schiff vor dem Umbau in Havanna (2017)

Im Jahr 2018 erhielt das Schiff bei einem Umbau bei Grand Bahama Shipyard 38 neue Kabinen, zudem wurden 98 Kabinen mit Balkonen nachgerüstet. Zudem erhielt das Schiff ein Ducktail und einen Wasserpark.
Die Carnival Paradise wird für Kreuzfahrten nach Grand Cayman und Mexiko genutzt. Seit Juni 2017 bietet das Schiff zudem Kreuzfahrten nach Havanna an.
Im Herbst 2021 wurde das Schiff bei Navantia in Cádiz modernisiert. Unter anderem erhielt das Schiff das neue Farbschema der Reederei, der Rumpf wurde blau gestrichen. Anlass hierfür ist das 50. Jubiläum der Reederei im Jahr 2022.